# Hrvatski demokratski blok
Hrvatski demokratski blok naziv je za neformalnu koaliciju triju političkih stranaka: Hrvatske demokratske zajednice, Hrvatske stranke i Hrvatske stranke prava, koju je u proljeće 1990. inicirao dr. Franjo Tuđman, predsjednik HDZ-a, a prihvatili dr. Hrvoje Šošić, predsjednik Hrvatske stranke, i Ante Paradžik, uime HSP-a, koji je bio osnovan nešto ranije. 
Dogovor je bio usmjeren protiv prevage Saveza komunista i Koalicije narodnog sporazuma na izborima te je okupio snage usmjerene na stvaranje samostalne Hrvatske, a sastojao se je u podupiranju HDZ-a na izborima 1990. i neisticanju kandidata preostale dvije stranke, koje bi se kompenziralo sudjelovanjem u vlasti nakon eventualne pobjede na izborima. 
Šošiću je to odgovaralo zbog slabosti njegove stranke, a također i zbog zajedničkih svjetonazora s HDZ-om. Hrvatska stranka je nastavila podupirati HDZ i nakon izbora te je čak kasnije prepustila sve svoje članstvo u Bosni i Hercegovini HDZ-u BiH. Slijedom toga predsjednik Tuđman je postavio Šošića zastupnikom Županijskog doma 1993. godine.
HSP je zakasnio s osnivanjem i samim tim su mu izbori dolazili prerano, pa se je odlučio na takvu suradnju. Međutim nakon izbora Tuđman nije uključio HSP u vlast, kako je bilo dogovoreno, već je npr. u Predsjedništvo SRH postavio SDP-ovca Dušana Bilandžića, što je smetalo HSP-u, i to je dovelo kraju suradnje.
HDB-u je za izbore 1990. pristupila i Čičkova frakcija HSS-a, također bez osvojenih mandata.